# Essentiële-informatiedocument
Het essentiële-informatiedocument (Eid), in het Engels key information document (KID), is in de EU een verplicht, gestandaardiseerd document voor verpakte retailbeleggingsproducten en verzekeringsgebaseerde beleggingsproducten (packaged retail and insurance-based investment products, priip's, ook geschreven PRIIP's  of PRIIPs).
Voor beleggingsfondsen is er de essentiële beleggersinformatie (Ebi).
Het Eid en de Ebi zijn aanvullend, en geen vervanging voor het prospectus.
Op de informatie wordt toegezien door de Autoriteit Financiële Markten (AFM).

## Productgroepen
Euronext heeft Eids voor 26 productgroepen, met voor elke productgroep een generiek Eid, en afzonderlijke per product. De generieke zijn onder meer:
- aandelenfutures:
  - long[7]
  - short[8]
- aandelenopties:
  - call long[9]
  - call short[10]
  - put long[11]
  - put short[12]
- indexfutures:
  - long[13]
  - short[14]
- indexopties:
  - call long[15]
  - call short[16]
  - put long[17]
  - put short[18]
- grondstoffenfutures:
  - long[19]
  - short[20]
- grondstoffenopties:
  - call long[21]
  - call short[22]
  - put long[23]
  - put short[24]

## Onderdelen
Het Eid bestaat uit voorgeschreven onderdelen:
- Algemene informatie
- Wat is dit voor een product?
- Wat zijn de risico's en wat kan ik ervoor terugkrijgen?

Er staat een risico-indicator in, een getal van 1 (laagste risico) tot en met 7 (hoogste risico). Verder staat er bijvoorbeeld bij een financieel derivaat in of het bedoeld is voor wie een koersstijging van het onderliggende verwacht, of een koersdaling. Er staat dan ook vaak een grafiekje in dat de winst (positief of negatief) als functie van een toekomstige koers van het onderliggende weergeeft.
- Wat gebeurt er als [naam van de priip-ontwikkelaar] niet kan uitbetalen?
- Wat zijn de kosten?
- Hoe lang moet ik het houden en kan ik er eerder geld uit halen?
- Hoe kan ik een klacht indienen?
- Andere nuttige informatie

### Margin
Het onderdeel over risico gaat ook over de margin, bijvoorbeeld:
"Bij het verhandelen van futures bestaat de investering om een positie te openen enkel uit de initiële margin. Deze margin dient als zekerheid om te waarborgen dat de aan de future gekoppelde verplichtingen worden nagekomen. De margin, die dezelfde is voor kopers en verkopers, wordt terugbetaald wanneer de positie wordt gesloten. Winsten en verliezen worden elke dag berekend en onmiddellijk in geld verrekend op basis van de slotkoers van de desbetreffende future. De belegger moet eventuele verliezen onmiddellijk compenseren door het deponeren van extra margin, die bekend staat als variation margin."
Bij het schrijven van een optie is een soortgelijke margin vereist.

### Winst of verlies
Het onderdeel over risico geeft bij een optie de winst aan:
- call long: (max(P-S, 0) – premie) * contractgrootte
- put long: (max(S-P, 0) – premie) * contractgrootte

en het tegengestelde bij het schrijven van de optie, waarbij P de waarde van het onderliggende op het moment van uitoefenen is, en S de uitoefenprijs van de optie, en de nul correspondeert met niet uitoefenen.

## Voorganger: financiële bijsluiter
De overheid heeft de Financiële Bijsluiter op 1 juli 2002 ingevoerd en in 2006 vernieuwd. De nieuwe was korter dan de oude, en de bedoeling was dat hij ook duidelijker was. De financiële bijsluiter was in Nederland een gestandaardiseerd document. Per 1 januari 2018 is de financiële bijsluiter vervallen.
Aanbieders van complexe financiële producten moesten de financiële bijsluiter aan hun klanten verstrekken.
| Hoewel wordt getracht in dit artikel zo nauwkeurig mogelijke informatie te geven, wordt de lezer erop gewezen dat hij of zij zich persoonlijk nader dient te oriënteren alvorens tot beslissingen over te gaan. |

## Ondoorzichtige financiële markten

### Een overzichtelijke markt
Traditioneel werden de financiële markten gekenmerkt door betrekkelijke eenvoud. Wie een eigen huis bezat, kreeg van de bank een hypothecaire lening waarvan looptijd en kosten redelijk bekend waren; wie geld overhield, spaarde tegen een variabele maar bekende rente en nam naar behoefte zijn geld weer op; de meer vermogenden belegden in aandelen of in beleggingsfondsen.
Bij dit alles was de risico-/rendementverhouding van centraal belang. Wie het risico meed, nam genoegen met een bescheiden maar betrekkelijk zeker rendement (meestal op een spaarrekening); wie wat meer risico aandurfde of aankon, waagde zich aan producten die kans boden op een hoger rendement (bijvoorbeeld door aandelenbeleggingen op lange of korte termijn). Het verband was relatief inzichtelijk: hoe groter het risico, des te groter ook de kans op een hoog rendement.

### Groei
In de negentiger jaren van de 20e eeuw namen zowel de vraag als het aanbod toe.
Mede door een lage rentestand groeide de vraag naar aandelen: daarvan werd een hoger rendement verwacht dan van een spaarrekening. Hypotheken kwamen binnen het bereik van meer aspirant-huizenkopers, nu ook hier immers de rentelasten draaglijk leken. Er ontstond voor het eerst in Nederland volkskapitalisme.
Aan de aanbodzijde hadden altijd drie soorten aanbieders geopereerd: banken, beleggingsinstellingen en verzekeraars. Tussen hen begon nu een soort branchevervaging op te treden. Banken gingen beleggingsfondsen en effectendiensten aanbieden aan een steeds breder publiek. Verzekeraars fuseerden met banken tot bank-verzekeraars en brachten niet alleen spaar- en leenproducten op de markt, maar ook verzekeringen en beleggingen.

### Gecombineerde producten
Vaak werden deze producten in nieuwe mengvormen op de markt gebracht. Bijvoorbeeld:
- De spaarhypotheek bood een combinatie van aflossen en sparen, de beleggingshypotheek koppelde aflossen aan beleggen.
- Er ontstonden spaarvormen die met beleggingsinstrumenten werden gecombineerd, terwijl de consument juist ook met geleend geld kon gaan beleggen.
- Sommige van deze producten ontleenden hun bestaansrecht goeddeels aan belastingtechnische voordelen.

### Ingewikkelde producten
Een aantal van de aangeboden producten maakte bovendien gebruik van instrumenten die voor de gewone consument veel geheimen hadden. Er ontstonden bijvoorbeeld "clickfondsen", die zodra zij een bepaalde winst maakten, een deel van die winst vast"clickten" voor de consument. Ze deden dat door het aandelenbezit te combineren met afgeleide producten zoals aandelenopties, die zowel riskanter als ondoorgrondelijker zijn voor veel leken. Deze afgeleide producten werden door de bank gekocht, en moesten dus betaald worden. Dit drukte het rendement.
Bovendien verschilden deze fondsen onderling doordat ze alle de winst vastzetten op verschillende niveaus: het ene fonds stelde de eerste winst veilig bij 10% koersstijging, het andere bij 15%. Het ene fonds kende een maximum van vier clicks, het andere van vijf. Het hing af van de toegepaste instrumenten.
Dit bracht een verschil in kosten met zich mee, terwijl die kosten de consument niet precies bekend waren. Hij kwam er het gevoeligst mee in aanraking indien de koersen niet stegen. Dan konden de afgeleide producten niet de verhoopte winst opleveren, maar er was wel voor betaald.
Het kon gebeuren dat de belegger zijn geld slechts gedeeltelijk terug zag. Had hij zijn belegging ook nog gefinancierd met geleend geld, dan kon hij zelfs met een schuld blijven zitten.

### Beleggingsstrategieën
De situatie werd nog ondoorzichtiger. De vele aanbieders wilden zich van elkaar onderscheiden, onder meer door met steeds nieuwe producten op de markt te komen, in diverse categorieën.
Een aantal daarvan waren:
- Sectorbeleggen

Een beleggingsfonds kocht niet langer alle kwaliteitsaandelen die op de markt waren, maar specialiseerde zich in bijvoorbeeld farmacie, ICT of industrie.
- Regiobeleggen

Een fonds specialiseerde zich in Amerikaanse of juist in Nederlandse aandelen, of in die van opkomende economieën.
- Bottom-up-beleggen

Het fonds richtte zich op kansrijke ondernemingen.
- Top-down-beleggen

Het fonds koos kansrijke sectoren, en koos daarbinnen voor de beste ondernemingen.
De markt werd uiterst onoverzichtelijk, vooral om twee redenen:
- De vele gedifferentieerde producten boden verschil in opvatting, verschil in kansen, maar ook verschil in risico.
- De markt was veel minder gesegmenteerd dan voorheen: vele consumenten kozen uit een ongelijksoortige verscheidenheid van producten.

## 2002: Besluit Financiële Bijsluiter

### Vergelijkingsinstrument
Er ontstond grote behoefte aan een instrument om complexe financiële producten met elkaar te kunnen vergelijken. Omdat het daarbij vooral ging om de werking en het risico van een product, drong zich de analogie op met geneesmiddelen: die werden al jarenlang verkocht met een "bijsluiter", waarin het effect en de mogelijke bijwerkingen van het product werden beschreven, en dat in taal die voor de leek begrijpelijk moest zijn.
Een dergelijke bijsluiter moest er ook komen voor financiële producten. Hij moest de consument een drietal mogelijkheden bieden:
- Beoordeling

De informatie in de bijsluiter moest de aspirant-koper de mogelijkheid bieden zich een oordeel te vormen over een aantal aspecten van het product. Zo moesten de voorwaarden en de risico's helder zijn.
- Intrasectorale vergelijking

De aspirant-koper moest de gelegenheid krijgen het product te vergelijken met andere producten in dezelfde categorie. Door de bijsluiter van een beleggingsfonds in Nederlandse aandelen naast een bijsluiter van een wereldwijd fonds te leggen, moest hij zich bijvoorbeeld een oordeel kunnen vormen over het verschil in rendement en risico tussen beide fondsen.
- Intersectorale vergelijking

Net zo'n afweging moest de aspirant-koper kunnen maken door de bijsluiter van producten uit geheel verschillende categorieën met elkaar te vergelijken; bijvoorbeeld die van een aandelenleaseplan met die van een obligatie-beleggingsfonds.
Vanaf 1 juli 2002 waren aanbieders verplicht voor alle complexe producten een bijsluiter te verschaffen. Op de informatie daarin werd toegezien door de Autoriteit Financiële Markten (AFM), die ook een aantal standaardteksten voorschreef waaraan de instellingen zich dienden te houden. (Die namen wel de vrijheid enkele noodzakelijke taalkundige verbeteringen aan te brengen.) De AFM schreef een aantal onderwerpen voor waarover verplicht informatie moest worden gegeven. Andere onderwerpen waren facultatief.

### Verplichte informatie
In de bijsluiter moet ten minste informatie staan over:
- de bijsluiter zelf

(doel ervan, verwijzing naar verdere informatie)
- risico's

(resultaat kan tegenvallen; geleend geld is extra riskant)
- het product

(korte beschrijving)
- verplichtingen van de consument

(waaraan is de consument gebonden, en voor hoelang?)
- rendement

(inzicht in kansen en kosten)
- "uitstappen"

(kan de consument er vervroegd van af?)
- de consequenties bij overlijden

(wat krijgen nabestaanden, en wat doet de belasting?)
- fiscale aspecten

(welke belastingregels gelden er?)
- klachten, garantie en toezicht

(waar kan men een klacht indienen, is er een garantieregeling; de AFM wordt vermeld als toezichthouder).

### Andere informatie
Afhankelijk van het product bevat de bijsluiter voorts informatie over:
- eventuele bedenktijd
- informatieverstrekking

(is er bijvoorbeeld een werkgeversverklaring nodig?)
- toepasselijk recht

(is er wellicht buitenlands recht van toepassing?)
- toetsing en registratie

(wordt het BKR in Tiel ingeschakeld?)
- informatieverkrijging

(is er aanvullende informatie beschikbaar?)
- overige informatie

(valt er nog meer te vertellen?).

### Tabellen
De bijsluiter bevat een aantal voorbeeldtabellen, die een drietal mogelijke rendementen aangeven:
- het pessimistische rendement

(bij tegenvallende resultaten)
- het doorsnee rendement

(dat uitgaat van een resultaat van 4%)
- het historisch rendement

(wat biedt de toekomst indien de resultaten in het verleden zich onveranderd voortzetten?).
Op alle drie deze voorbeelden moeten de kosten die de aanbieder in rekening brengt, in mindering zijn gebracht.

#### Kosten
Die kosten bestaan uit:
- eenmalige kosten

(aankoop- of instapkosten; verkoopkosten)
- terugkerende kosten

(kosten van vermogensbeheer, effectenbewaring, accountantskosten etc.)
Uit een in november 2005 gehouden steekproef onder bijsluiters van een aantal Nederlandse banken bleek dat de aan- en verkoopkosten steeds waren genoemd, doch dat de terugkerende kosten niet altijd expliciet waren vermeld. De aan- en verkoopkosten plachten in de orde van 0,5% van het belegde bedrag te liggen.
De jaarlijkse kosten zijn zeer verschillend naargelang het soort belegging. Voor een beleggingsfonds met een gemiddeld profiel (geen al te "exotische" beleggingen en ook geen zeer "agressieve" beleggingsstijl) lijkt 1% per jaar een redelijk gemiddelde.
De in de tabellen getoonde cijfers geven een gestaag stijgende reeks van waarden aan, waarbij het rendement op jaarbasis in de loop van de tijd iets toeneemt. Het effect van de aankoopkosten neemt immers af, naarmate deze over een langere periode worden "uitgesmeerd".
Een voorbeeld van een deel van zo'n tabel, uitgaande van een inleg van € 1000:
| einde van jaar | bij 4% bruto jaarrendement |
| -------------- | -------------------------- |
| 1              | 1001,08                    |
| 3              | 1055,03                    |
| 5              | 1111,84                    |
| 10             | 1267,81                    |
| 15             | 1445,58                    |
| 20             | 1648,29                    |

Het zal niet iedere consument duidelijk zijn dat hier een netto rendement wordt geboden van 2 % (voor de middellange termijn) tot 2½ % (voor de lange termijn).

#### Fluctuaties
De hierboven weergegeven reeks cijfers kan bij de lezer de indruk wekken dat er sprake zal zijn van een gestage en positieve waarde-ontwikkeling. Een rendement van 4% per jaar kan echter ook bestaan uit een negatief rendement van 4% gedurende één jaar, en een positief rendement van 8% in een volgend jaar.
De indruk bestaat dat bij de gepresenteerde rekenvoorbeelden geen rekening is gehouden met deze te verwachten volatiliteit van de rendementen. De omstandigheid dat beleggingsrendementen van jaar tot jaar kunnen veranderen, en ook in sommige jaren negatief kunnen zijn, komt daarmee niet tot uiting.
Een dergelijke wijze van presenteren heeft het nadeel dat daarmee een "kalmer" beeld wordt geschetst van de ontwikkeling van de gepresenteerde belegging dan overeenkomt met de werkelijkheid. Vooral voor consumenten die tussentijds willen of moeten uitstappen, kan dit grote gevolgen hebben; voor hen maakt het veel verschil of de waarde van het product recent een gunstige ontwikkeling heeft laten zien, of juist een ongunstige.

## 2004: Evaluatie
In 2004 werd de Financiële Bijsluiter geëvalueerd, waarbij de drie doelgroepen werden bevraagd: consumenten, aanbieders en tussenpersonen.

### Consumenten
Hoewel consumenten matig positief oordeelden over de bijsluiter, bleek hij toch niet aan zijn doelstelling te voldoen. Zo maakte een groot deel van de consumenten weliswaar een vergelijking als zij tussen verschillende financiële producten wilden kiezen; daarbij gebruikten zij echter zelden of nooit de bijsluiters. Vaak was hun de status van de FB niet duidelijk: was hij reclame, of een officieel stuk? Ook waren er klachten over de slechte toegankelijkheid: de tekst was te lang en te moeilijk. Men wilde hem vroegtijdig ontvangen.
Consumenten bleken vijf aspecten het belangrijkst te vinden:
- risico's
- verplichtingen
- aard van het product
- uitstappen
- overlijden.

### Aanbieders en tussenpersonen
Tussenpersonen bleken nauwelijks gebruik te maken van de FB als zij zich op een product oriënteerden; zij verlaten zich liever op voorlichting van de aanbieder. En ze adviseren de consument vaak om de FB te bewaren, niet zozeer hem vooraf te raadplegen.
De aanbieders van producten waren het met de consument eens dat de FB te complex is. Bij hen speelde het kostenaspect een grote rol; het formuleren en up-to-date houden van rendements- en risico-aspecten werd als erg duur ervaren.
Het vroegtijdig aanbieden van een bijsluiter, ruim voordat het product op de markt wordt gebracht, bleek voor standaardproducten (een beleggingsfonds bijvoorbeeld) wel doenlijk. Bij meer op maat gesneden instrumenten (zoals een speciale verzekering) was het onmogelijk.

### Aanbevelingen
Terwijl aanbieders en tussenpersonen een goede dunk hadden van de FB als vergelijkingsinstrument, bleken uiterst weinig cliënten hem ook zo te gebruiken. Daarnaast was er een groot verschil van opvatting tussen gebruikers en aanbieders waar het de vermelding van risico's betrof; hechtten de cliënten sterk aan die vermelding, de aanbieders vonden haar te duur en te bewerkelijk.
De aanbeveling luidde dat een nieuw te ontwikkelen FB korter en toegankelijker zou moeten zijn dan de huidige. Hij diende ten minste te beschrijven:
- uitstapmogelijkheden
- verplichtingen die de consument aangaat
- gevolgen bij overlijden
- risico's.

Het laatste punt was, zoals gezien, omstreden, maar de onderzoekers lieten de sterke wens van de consument de doorslag geven bij hun aanbeveling. Zij stelden ook voor, bij de risicobespreking gebruik te maken van een grafische weergave (grafiek, tabel).

## 2006: Nieuwe regelgeving

### Wet op het financieel toezicht (Wft)
De Wet op het financieel toezicht is op 1 januari 2007 in werking is getreden. Hiermee is een wettelijk kader geschapen voor alle aanbieders en intermediairs, en voor alle producten. De Wft stelt eisen aan de kwaliteit van de financiële dienstverlening (bijvoorbeeld voor wat betreft de verschafte informatie). Hij stelt ook eisen aan de kwaliteit van de financiële dienstverlener (bijvoorbeeld voor wat betreft de deskundigheid).
Toezichthouder is de AFM.

### Nadere Regeling financiële dienstverlening (Nrfd)
Vooruitlopend op de nieuwe wetgeving heeft de AFM een nieuwe bijsluiter ontwikkeld, die eind 2005 in de testfase is. Hij is eenvoudiger dan zijn voorganger, en legt de nadruk op risico, rendement en kosten. Ook wordt er bij de beschrijving van het risico gebruikgemaakt van een grafische weergave.
Voor reclame-uitingen via omroep en gedrukte pers, maar ook voor internetreclame, komen er nieuwe, verplichte waarschuwingszinnen, met name: "Loop geen onnodig risico. Lees de Financiële Bijsluiter". Die mogen de marktpartijen niet zelf ontwerpen: zij zijn verplicht de inhoud en vormgeving van de AFM over te nemen.